# Emil Bernstorff
Emil Bernstorff (ur. 7 czerwca 1993 w Middlesex) – brytyjski kierowca wyścigowy pochodzenia duńskiego.

## Życiorys

### Formuła Ford
Emil karierę rozpoczął w roku 2006, od startów w kartingu. W 2010 roku zadebiutował w serii wyścigów samochodów jednomiejscowych – Brytyjskiej Formule Ford. Startując pod duńskimi barwami, ścigał się w barwach ekipy Jamun Racing. Bernstorff trzykrotnie stawał na podium, a podczas zmagań na torze Snetterton sięgnął po pierwsze pole startowe. Pięciokrotnie uzyskał również najszybszy czas okrążenia. Zdobyte punkty sklasyfikowały na 7. miejscu. Oprócz regularnych startów w brytyjskim cyklu, Emil zaliczył także gościnny występ w Formule Ford Beneluksu. Czternaście punktów uplasowało go na 19. lokacie.

### Formuła ADAC Masters
W sezonie 2011 Bernstorff przeniósł się do niemieckiej serii – Formuła ADAC Masters. Zmieniwszy obywatelstwo na brytyjskie, Emil podpisał kontrakt z Motopark Academy. Brytyjczyk trzynastokrotnie plasował się w czołowej trójce, w tym pięciokrotnie na najwyższym jego stopniu. Ośmiokrotnie wykręcił także najszybsze okrążenie (najwięcej ze wszystkich). Ostatecznie sięgnął po tytuł mistrzowski, ulegając jedynie Niemcowi Pascalowi Wehrleinowi.

### Formuła 3 Euroseries
W roku 2012 Emil nawiązał współpracę z zespołem ma-con Motorsport, na udział w Formule 3 Euroseries oraz Europejskiej Formule 3. W Euro Series z dorobkiem 91, a w  Europejskiej Formule 3 z dorobkiem 66 punktów uplasował się na 10 pozycjach w klasyfikacji generalnej.

### Seria GP3
Na sezon 2014 Brytyjczyk podpisał kontrakt z brytyjską ekipą Carlin na starty w Serii GP3. Wystartował łącznie w osiemnastu wyścigach, spośród których w pięciu stawał na podium. Był najlepszy w drugim wyścigu w Austrii. Uzbierał łącznie 134 punkty, które zapewniły mu piąte miejsce w końcowej klasyfikacji kierowców.
W roku 2015 Berntorff przeniósł się do ekipy Arden Motorsport. Brytyjczyk prezentował równą formę. Wprawdzie nie ukończył trzech wyścigów, jednak we wszystkich pozostałych dojeżdżał w czołowej szóstce. Poza tym siedmiokrotnie meldował się na podium, a podczas drugiego wyścigu w Belgii i pierwszego startu w Soczi odniósł zwycięstwo (jedno otrzymał po karze na Francuzie Estebanie Ocon). Do ostatniego wyścigu walczył o trzecią lokatę z Niemcem Marvinem Kirchhoferem, jednak ostatecznie uległ mu różnicą zaledwie sześciu punktów.

## Wyniki

### GP2
| Legenda oznaczeń w tabelach wyników Wyświetl szablon na nowej stronie | Legenda oznaczeń w tabelach wyników Wyświetl szablon na nowej stronie                                                                     |
| Oznaczenie                                                            | Wyjaśnienie |
| --------------------------------------------------------------------- | --- |
| Złoty                                                                 | Zwycięzca lub mistrzostwo |
| Srebrny                                                               | 2. miejsce lub wicemistrzostwo |
| Brązowy                                                               | 3. miejsce lub II wicemistrzostwo |
| Zielony                                                               | Ukończył, punktował (w klasyfikacji generalnej, gdy zdobył co najmniej jeden punkt na przestrzeni sezonu, poza trzema powyższymi opcjami) |
| Niebieski                                                             | Ukończył, nie punktował (w klasyfikacji generalnej, gdy nie zdobył co najmniej jednego punktu na przestrzeni sezonu)                      |
| Czerwony                                                              | Nie zakwalifikował się (NZ) |
| Czerwony                                                              | Nie prekwalifikował się (NPK) |
| Różowy                                                                | Nie ukończył (NU) |
| Różowy                                                                | Niesklasyfikowany (NS) (w klasyfikacji generalnej, gdy nie został sklasyfikowany w żadnym wyścigu sezonu)                                 |
| Czarny                                                                | Zdyskwalifikowany (DK) |
| Czarny                                                                | Wykluczony (WYK/EX) |
| Biały                                                                 | Nie wystartował (NW) |
| Biały                                                                 | Kontuzjowany (K/INJ) |
| Biały                                                                 | Wyścig odwołany (OD/C) |
| Bez koloru                                                            | Został wycofany (WYC/WD) |
| Bez koloru                                                            | Nie przybył (NP/DNA) |
| Bez koloru                                                            | Nie brał udziału w treningach (NT/DNP) |
| Bez koloru                                                            | Nie został zgłoszony (–) |
| Pogrubienie                                                           | Start z pole position |
| Kursywa                                                               | Najszybsze okrążenie wyścigu |
| †                                                                     | Nie ukończył, ale jego rezultat został zaliczony ze względu na przejechanie więcej niż 90% dystansu wyścigu.                              |
| *                                                                     | Sezon w trakcie |
| 1/2/3                                                                 | Punktowana pozycja w sprincie kwalifikacyjnym                                                                                             |
| Lista systemów punktacji Formuły 1                                    | |

| Rok  | Zespół              | Wyniki w poszczególnych eliminacjach | Wyniki w poszczególnych eliminacjach | Wyniki w poszczególnych eliminacjach | Wyniki w poszczególnych eliminacjach | Wyniki w poszczególnych eliminacjach | Wyniki w poszczególnych eliminacjach | Wyniki w poszczególnych eliminacjach | Wyniki w poszczególnych eliminacjach | Wyniki w poszczególnych eliminacjach | Wyniki w poszczególnych eliminacjach | Wyniki w poszczególnych eliminacjach | Wyniki w poszczególnych eliminacjach | Wyniki w poszczególnych eliminacjach | Wyniki w poszczególnych eliminacjach | Wyniki w poszczególnych eliminacjach | Wyniki w poszczególnych eliminacjach | Wyniki w poszczególnych eliminacjach | Wyniki w poszczególnych eliminacjach | Wyniki w poszczególnych eliminacjach | Wyniki w poszczególnych eliminacjach | Wyniki w poszczególnych eliminacjach | Wyniki w poszczególnych eliminacjach | Punkty | Pozycja |
| ---- | ------------------- | ------------------------------------ | ------------------------------------ | ------------------------------------ | ------------------------------------ | ------------------------------------ | ------------------------------------ | ------------------------------------ | ------------------------------------ | ------------------------------------ | ------------------------------------ | ------------------------------------ | ------------------------------------ | ------------------------------------ | ------------------------------------ | ------------------------------------ | ------------------------------------ | ------------------------------------ | ------------------------------------ | ------------------------------------ | ------------------------------------ | ------------------------------------ | ------------------------------------ | ------ | ------- |
| 2016 | Arden International | ESP                                  | ESP                                  | MON                                  | MON                                  | AZE                                  | AZE                                  | AUT                                  | AUT                                  | GBR                                  | GBR                                  | HUN                                  | HUN                                  | GER                                  | GER                                  | BEL                                  | BEL                                  | ITA                                  | ITA                                  | MAL                                  | MAL                                  | ARE                                  | ARE                                  | 0      | 25      |
| 2016 | Arden International | –                                    | –                                    | –                                    | –                                    | –                                    | –                                    | –                                    | –                                    | –                                    | –                                    | –                                    | –                                    | –                                    | –                                    | –                                    | –                                    | –                                    | –                                    | –                                    | –                                    | 17                                   | 15                                   | 0      | 25      |

### GP3
| Legenda oznaczeń w tabelach wyników Wyświetl szablon na nowej stronie | Legenda oznaczeń w tabelach wyników Wyświetl szablon na nowej stronie                                                                     |
| Oznaczenie                                                            | Wyjaśnienie |
| --------------------------------------------------------------------- | --- |
| Złoty                                                                 | Zwycięzca lub mistrzostwo |
| Srebrny                                                               | 2. miejsce lub wicemistrzostwo |
| Brązowy                                                               | 3. miejsce lub II wicemistrzostwo |
| Zielony                                                               | Ukończył, punktował (w klasyfikacji generalnej, gdy zdobył co najmniej jeden punkt na przestrzeni sezonu, poza trzema powyższymi opcjami) |
| Niebieski                                                             | Ukończył, nie punktował (w klasyfikacji generalnej, gdy nie zdobył co najmniej jednego punktu na przestrzeni sezonu)                      |
| Czerwony                                                              | Nie zakwalifikował się (NZ) |
| Czerwony                                                              | Nie prekwalifikował się (NPK) |
| Różowy                                                                | Nie ukończył (NU) |
| Różowy                                                                | Niesklasyfikowany (NS) (w klasyfikacji generalnej, gdy nie został sklasyfikowany w żadnym wyścigu sezonu)                                 |
| Czarny                                                                | Zdyskwalifikowany (DK) |
| Czarny                                                                | Wykluczony (WYK/EX) |
| Biały                                                                 | Nie wystartował (NW) |
| Biały                                                                 | Kontuzjowany (K/INJ) |
| Biały                                                                 | Wyścig odwołany (OD/C) |
| Bez koloru                                                            | Został wycofany (WYC/WD) |
| Bez koloru                                                            | Nie przybył (NP/DNA) |
| Bez koloru                                                            | Nie brał udziału w treningach (NT/DNP) |
| Bez koloru                                                            | Nie został zgłoszony (–) |
| Pogrubienie                                                           | Start z pole position |
| Kursywa                                                               | Najszybsze okrążenie wyścigu |
| †                                                                     | Nie ukończył, ale jego rezultat został zaliczony ze względu na przejechanie więcej niż 90% dystansu wyścigu.                              |
| *                                                                     | Sezon w trakcie |
| 1/2/3                                                                 | Punktowana pozycja w sprincie kwalifikacyjnym                                                                                             |
| Lista systemów punktacji Formuły 1                                    | |

| Rok  | Zespół              | Wyniki w poszczególnych eliminacjach | Wyniki w poszczególnych eliminacjach | Wyniki w poszczególnych eliminacjach | Wyniki w poszczególnych eliminacjach | Wyniki w poszczególnych eliminacjach | Wyniki w poszczególnych eliminacjach | Wyniki w poszczególnych eliminacjach | Wyniki w poszczególnych eliminacjach | Wyniki w poszczególnych eliminacjach | Wyniki w poszczególnych eliminacjach | Wyniki w poszczególnych eliminacjach | Wyniki w poszczególnych eliminacjach | Wyniki w poszczególnych eliminacjach | Wyniki w poszczególnych eliminacjach | Wyniki w poszczególnych eliminacjach | Wyniki w poszczególnych eliminacjach | Wyniki w poszczególnych eliminacjach | Wyniki w poszczególnych eliminacjach | Punkty | Pozycja |
| ---- | ------------------- | ------------------------------------ | ------------------------------------ | ------------------------------------ | ------------------------------------ | ------------------------------------ | ------------------------------------ | ------------------------------------ | ------------------------------------ | ------------------------------------ | ------------------------------------ | ------------------------------------ | ------------------------------------ | ------------------------------------ | ------------------------------------ | ------------------------------------ | ------------------------------------ | ------------------------------------ | ------------------------------------ | ------ | ------- |
| 2014 | Carlin              | ESP                                  | ESP                                  | AUT                                  | AUT                                  | GBR                                  | GBR                                  | DEU                                  | DEU                                  | HUN                                  | HUN                                  | BEL                                  | BEL                                  | ITA                                  | ITA                                  | RUS                                  | RUS                                  | ARE                                  | ARE                                  | 134    | 5       |
| 2014 | Carlin              | NU                                   | 8                                    | 2                                    | 1                                    | 4                                    | 3                                    | 3                                    | NU                                   | 5                                    | 7                                    | 9                                    | 6                                    | 4                                    | 4                                    | NU                                   | 8                                    | 4                                    | 3                                    | 134    | 5       |
| 2015 | Arden International | ESP                                  | ESP                                  | AUT                                  | AUT                                  | GBR                                  | GBR                                  | HUN                                  | HUN                                  | BEL                                  | BEL                                  | ITA                                  | ITA                                  | RUS                                  | RUS                                  | BHR                                  | BHR                                  | ARE                                  | ARE                                  | 194    | 4       |
| 2015 | Arden International | 3                                    | 5                                    | 4                                    | 4                                    | 2                                    | 6                                    | 4                                    | NU                                   | 1                                    | NU                                   | 1                                    | NU                                   | 3                                    | 6                                    | 2                                    | 4                                    | 2                                    | 6                                    | 194    | 4       |

### Podsumowanie
| Sezon | Seria                          | Zespół              | Wyścigi | Zwycięstwa | PP | NO | Podium | Punkty | Pozycja |
| ----- | ------------------------------ | ------------------- | ------- | ---------- | -- | -- | ------ | ------ | ------- |
| 2010  | Brytyjska Formuła Ford         | Jamun Racing        | 24      | 0          | 1  | 5  | 3      | 370    | 7       |
| 2010  | Formula Ford Duratec Beneluksu |                     | 2       | 0          | 1  | 0  | 0      | 14     | 19      |
| 2011  | Niemiecka Formuła Master       | Motopark Academy    | 24      | 5          | 0  | 8  | 13     | 310    | 2       |
| 2012  | Formuła 3 Euro Series          | ma-con Motorsport   | 24      | 0          | 0  | 0  | 1      | 91     | 10      |
| 2012  | Europejska Formuła 3           | ma-con Motorsport   | 20      | 0          | 0  | 0  | 1      | 66     | 10      |
| 2013  | Niemiecka Formuła 3            | Lotus               | 26      | 5          | 5  | 4  | 13     | 334    | 3       |
| 2013  | Masters of Formula 3           | Prema Powerteam     | 1       | 0          | 0  | 0  | 1      | N/A    | 3       |
| 2013  | European F3 Open               | [Team West-Tec      | 2       | 0          | 0  | 0  | 0      | 6      | 20      |
| 2014  | Seria GP3                      | Carlin              | 18      | 1          | 0  | 1  | 5      | 134    | 5       |
| 2015  | Seria GP3                      | Arden International | 18      | 2          | 0  | 1  | 7      | 194    | 4       |
| 2016  | Seria GP2                      | Arden International | 2       | 0          | 0  | 0  | 0      | 0      | 25      |